# Berchemia elmeri
Berchemia elmeri är en brakvedsväxtart som beskrevs av Camillo Karl Schneider. Berchemia elmeri ingår i släktet Berchemia och familjen brakvedsväxter. Inga underarter finns listade i Catalogue of Life.